# 盧均宜
盧均宜（Lo Kwan Yee，1984年10月9日—），生於香港，前香港足球運動員，司職右後衛，於2011–12年度獲選香港足球先生，掛靴前效力香港超級聯賽球會標準流浪。
現為香港甲組聯賽球會公民的主教練。

## 早年生活
盧均宜生於香港，成長於荃灣梨木樹邨，自小跟隨父親踢球，在6歲開始便參與過多項少年盃賽，直到在11歲時參加香港足球總會主辦的暑期足球訓練計劃，憑在八佰伴盃表現突出而進入香港體育學院，接受精英訓練，他於小學時就讀荃灣梨木樹邨的梨木樹天主教小學，其後升讀葵涌石蔭的裘錦秋中學，

## 球會生涯

### 流浪
在1998年，因為體院移除足球為精英項目後，只有15歲的盧均宜只好跟隨教練拉隊過戶流浪青年軍， 但盧均宜很快亦被安排跟隨流浪一隊操練，直到1999年與青年軍隊友轉到二合青年軍，而全隊翌年重返流浪青年軍，為隊中骨幹成員，直到2000年，香港足球的冰河時期初，卻是盧均宜出道的日子，於2000年8月14日對新升班的傑志後備入替，首征頂級聯賽，即取得入球為流浪勝出，當時他年僅15歲就創下了香港甲組聯賽最年輕上陣者，兼取替最年輕入球球員紀錄保持者山度士，因而獲得「神童」的稱號。
當由前中國國家隊成員范志毅當流浪教練時，曾有意帶盧均宜到國內踢球，惟最後因條例等問題告吹，盧均宜效力母會流浪期間，限於球隊實力未曾取得任何錦標，他為了得到更大發展空間，於2007年決定離開效力8年的流浪，轉會傑志，惟離隊他投的決定使他與球會高層鬧得不愉快，終致不歡而散，而盧均宜仍多次表示感激母會流浪的栽培。

### 傑志
在2007年，盧均宜獲時任傑志領隊朱志光邀請加盟，並在聯賽揭幕戰對南華時正選登場，並在下半場34分鐘博得十二碼，由當時隊友陳肇麒射入扳平，最終傑志以2–1勝出，首場為傑志上陣以及取得加盟後的首個入球的對手同樣是南華，在2007年球季初段，傑志有盧均宜壓陣的兩場比賽都取勝，相反他因肝炎缺陣的四場比賽傑志就只得1勝2和1負的成績，而盧均宜就被指是球會取分的關鍵。其後他在2007年回歸盃成為香港聯賽選手隊中6名香港代表之一，他在當日多番妙傳予一對前鋒箭頭陳肇麒和董方卓表現備受好評。到2009年開始，盧均宜獲委任為傑志隊長，不過他在2009年3月15日對愉園的聯賽中，於上半場末段因心跳太過速倒臥地上，幸好送院檢驗後證實並無大礙。
但2010/11球季後才是他真正成名時，當時傑志新西班牙籍教練甘巴爾將控球在腳的足球哲學引入球會，但由於傑志中前場人腳過盛，教練甘巴爾決定將盧均宜由右中場改造成右後衛，此變動受到不少球迷質疑認為是楚材晉用，盧均宜本人表示為了替球隊奪冠打甚麼位置都願意，最終傑志以1分壓過宿敵南華，重奪失落47年的聯賽香港職業頂級足球聯賽冠軍，亦證明教練甘巴爾對盧均宜的變動實屬上佳，到季尾，盧均宜更首度入選香港足球明星選舉最佳十一人，取得其首個個人榮譽，惟其後由於他與傑志隊友林嘉緯因私下參加小型球賽，而遭球會總領隊伍健作出紀律處分，並褫奪其隊長職責，隨後盧均宜在2012年4月獲體育記者協會選為聯賽4月最有價值球員，更在2012年季後榮膺本地球壇最高榮譽的香港足球先生。
在2012/13球季，盧均宜協助傑志在末代甲組聯賽以不敗姿態重奪聯賽冠軍，直到2016年，他已經連續6年當選最佳十一人，到2016年10月15日，盧均宜第250次為傑志作賽於對宿敵南華的聯賽賽前，獲球會舉行簡單慶祝儀式，及向他頒發獎座，最終該賽事，盧均宜於下半場3分鐘右路傳中辛祖後上頂入，為球隊追成1–1平手，結果雙方亦以同樣比數完場。惟到賽季後半程，因為傑志陣式由使用了6年的4-3-3陣式轉為3-4-3陣式，使盧均宜要與隊友爭右中場或右翼鋒的位置，而他失去正選席位後由前德甲球員林志堅取而代之，結果傑志在季尾順利成為三冠王，兼奪得2018年亞冠盃分組賽資格，他於2017/18球季對夢想FC的第二場聯賽後備入替，於季內首度上陣即貢獻一入球及一助攻，協助傑志最終以7–0大勝對手，到2017年12月10日，他於作客母會標準流浪的聯賽，相隔近2個月再擔任正選，並即於開賽10分鐘勁射破網再於41分鐘搏得12碼，讓隊友建功，最終協助傑志以6–0勝出。 2017/18球季，傑志在最後一場比賽以2：1擊敗和富大埔奪得足總杯後，盧均宜宣布離開球隊。

### R&F富力
2018年球季結束後，盧均宜在公開活動上透露已落實投效R&F富力，簽約兩年。他於2018/19球季對東方龍獅的第一場聯賽，累積兩黃一紅被逐。

### 標準流浪
R&F富力宣佈不角逐新球季後，盧均宜即加盟標準流浪，並於2020年10月25日的菁英盃比賽初次上場，並一直以正選姿態上陣球隊各場比賽，並在對陣冠忠南區取得1個入球。
2024年5月15日，盧均宜隨隊打入菁英盃決賽，標準流浪憑着伊巴謙在比賽第40分鐘的一記頭槌入球以1–0擊敗傑志奪冠，這也是他職業生涯最後一戰。

## 國際賽生涯
在2004年，盧均宜開始入選香港足球代表隊，而由青年軍開始已經為香港參加過大大小小的比賽，他幾乎曾代表各級的代表隊參加不同的大賽，而他的位置亦都不斷改變，小時候踢進攻中場，到2007年世界盃外圍賽就以右中場身份亮相，到其後改踢右後衛而亞運會及龍騰盃時轉型前鋒，他於2010年10月12日代表香港出戰在高雄舉行的2010年龍騰盃，並在最後一戰在75分鐘主射12碼建功，以1–1逼和中華台北，以2勝1和的成績首次奪得龍騰盃冠軍，同年10月26日，盧均宜憑在龍騰盃的出色表現，獲補選成為香港亞運代表隊出戰廣州亞運的三名超齡球員之一，他在2016年10月6日作客柬埔寨國家隊中正選登場，亦是其第50次代表香港踢國際A級賽，至下半場被換出，最終香港亦以2–0勝出。

## 執教生涯
2023/24年球季，港甲球會公民成功邀得盧均宜擔任主教練，取代西班牙主帥馬里安奴三月離隊後的空缺。2024/25年球季，盧均宜帶領公民奪得甲組聯賽冠軍。

## 家庭生活
在2012年5月20日，盧均宜於聯賽煞科戰大勝母會標準流浪4–1，兼成功衛冕聯賽冠軍後，賽後他手執99枝玫瑰及戒指，於逾百球迷面前向拍拖3年的女友Canmy求婚成功，更在徇眾要求下與未婚妻連番激吻，而有贊助商見盧均宜求婚成功，向他額外獎賞價值3萬元的蜜月旅行大禮，而兩人的女兒Lena於2014年4月4日凌晨出世，到2017年3月14日，凌晨1點12分兩人第二顆愛情結晶品兒子於瑪嘉烈醫院出世重2.95公斤。

## 個人生活
盧均宜在中學時與效力南華籃球隊的香港籃球代表隊球員李劍煌是同級同學。盧均宜於2010年考獲C級教練牌後主動重返母校裘錦秋中學做義務教練，每星期主持兩課操練，他於18歲時考車牌19歲開始駕車，於2010年以自修生身份報考香港中學會考。他在現役球員中最欣賞世界足球先生兼現役巴塞隆拿球王美斯。香港足球代表隊教練金判坤曾稱讚盧均宜和林嘉緯二人是全港技術最好及最聰明的球員，兩人在場上知道彼此如何配合，是對好融洽的足球拍檔。

## 榮譽
傑志
- 香港超級聯賽冠軍（2014–15、2016–17、2017–18季度）
- 香港甲組足球聯賽冠軍（2010–11、2011–12、2013–14季度）
- 香港聯賽盃冠軍（2011–2012、2014–15季度）
- 香港足總盃冠軍（2011–12、2012–13、2014–15、2016–17、2017–18季度）
- 香港高級組銀牌冠軍（2016–17、2017–18季度）
- 香港慈善盾冠軍（2009年）
- 香港社區盃冠軍（2017年）

標準流浪
- 香港菁英盃冠軍（2023–24季度）

香港代表隊
- 龍騰盃冠軍（2010、2011年）
- 省港盃冠軍（2009、2012年）

個人
- 香港足球明星選舉 最佳十一人（2010–11、2011–12、2012–13、2013–14、2014–15、2015–16季度）
- 香港足球先生（2011–12季度）
- 香港甲組足球聯賽 4月最有價值球員（2012–13季度）

## 外部連結
- 均宜的部落格
- 盧均宜的Instagram帳戶
- 香港足球總會網站球員註冊資料 （页面存档备份，存于）